# هلن ادام
هلن ادام (انگلیسی: Helen Adam; ۲ دسامبر ۱۹۰۹ – ۱۹ سپتامبر ۱۹۹۳) شاعر، مؤلف (پدیدآور)، و نویسنده اهل اسکاتلند بودکه در دهه ۱۹۵۰ و ۱۹۶۰ عضوی از جنبشی ادبی در سان‌فرانسیسکو همزمان با ظهور و فعالیت نسل بیت بود.
وی در سال ۱۹۸۱ برنده جایزه کتاب آمریکا شد.